# Callorhinchus
Callorhinchus Lacepède, 1798 è un genere di pesci cartilaginei marini e d'acqua salmastra appartenenti all'ordine Chimaeriformes. È l'unico genere vivente appartenente alla famiglia Callorhinchidae Garman, 1901.

## Distribuzione e habitat
La famiglia è endemica dei mari temperati dell'emisfero Australe. Rispetto agli altri Holocephali vivono in acque relativamente basse, non oltre poche centinaia di metri.

## Descrizione
L'aspetto di questi pesci è assolutamente singolare e inconfondibile a causa della vistosa proboscide uncinata presente sul muso. La pinna caudale è eterocerca come quella degli squali.
Callorhinchus milii con 125 cm di lunghezza è la specie più grande.

## Specie
- Callorhinchus callorynchus
- Callorhinchus capensis
- Callorhinchus milii[4]